# 三銃士 (1993年の映画)
『三銃士』（さんじゅうし、The Three Musketeers）は、1993年のアメリカ映画。ウォルト・ディズニー・ピクチャーズ製作の実写映画。

## スタッフ
- 原作：アレクサンドル・デュマ・ペール
- 監督：スティーヴン・ヘレク
- 脚本：デヴィッド・ローヘリー
- 製作：ジョー・ロス、ロジャー・バーンボーム
- 製作総指揮：ジョン・アヴネット、ジョーダン・カーナー
- 撮影：ディーン・セムラー
- 音楽：マイケル・ケイメン
- 提供：ウォルト・ディズニー・ピクチャーズ、キャラバン・ピクチャーズ
- 配給：ブエナ ビスタ インターナショナル（ジャパン）
- 日本語字幕：菊地浩司[2]

## キャスト
| 役名                   | 俳優                     | 日本語吹替 | 日本語吹替   | 日本語吹替 |
| 役名                   | 俳優                     | ソフト版   | テレビ朝日版 |            |
| ---------------------- | ------------------------ | ---------- | ------------ | ---------- |
| アラミス               | チャーリー・シーン       | 山寺宏一   | 堀内賢雄     |            |
| アトス                 | キーファー・サザーランド | 堀内賢雄   | 大塚芳忠     |            |
| ポルトス               | オリヴァー・プラット     | 玄田哲章   | 塩屋浩三     |            |
| ダルタニアン           | クリス・オドネル         | 宮本充     | 森川智之     |            |
| リシュリュー           | ティム・カリー           | 麦人       | 磯部勉       |            |
| ミレディー             | レベッカ・デモーネイ     | 高島雅羅   | 弘中くみ子   |            |
| アンヌ・ドートリッシュ | ガブリエル・アンウォー   | 井上喜久子 | 小林優子     |            |
| ロシュフォール伯爵     | マイケル・ウィンコット   | 金尾哲夫   | 谷口節       |            |
| コンスタンス           | ジュリー・デルピー       | 岡村恭子   | 日野由利加   |            |
| ルイ13世               | ヒュー・オコナー         | 森川智之   | 石田彰       |            |
| ジラール/ジュサック    | ポール・マッギャン       | 牛山茂     |              |            |